# Hodrick–Prescottov filter
Hodrick–Prescottov filter (znan tudi kot Hodrick–Prescottova dekompozicija) je matematično orodje, ki se uporablja v makroekonomiji, zlasti v teoriji realnih poslovnih ciklov, za odstranjevanje ciklične komponente iz časovne vrste surovih podatkov. Uporablja se za pridobitev uglajene krivulje predstavitve časovne vrste, ki je bolj občutljiva za dolgoročne kot za kratkoročne fluktuacije. Prilagoditev občutljivosti trenda za kratkoročne fluktuacije dosežeom s spreminjanjem multiplikatorja {\displaystyle \lambda }.
Filter je postal priljubljen v ekonomiji v 90. letih 20. stoletja zaradi ekonomistov Robert J. Hodrick in Nobelovega nagrajenca Edward C. Prescotta, čeprav ga je predlagal E. T. Whittaker veliko prej leta 1923.
Hodrik-Prescottov filter je poseben primera glajenja spline.

## Enačba
Naj bo {\displaystyle y_{t}\,} s {\displaystyle t=1,2,...,T\,} logaritem časovne vrste.  Pri pozitivnem {\displaystyle \lambda }, je trendna komponenta {\displaystyle \tau \,}, ki minimizira spodnji izraz; z drugimi besedami, matematično je Hodrick-Prescottov filter minimizacijski problem za naslednjo funkcijo izgube:
{\displaystyle \min _{\tau }\left(\sum _{t=1}^{T}{(y_{t}-\tau _{t})^{2}}+\lambda \sum _{t=2}^{T-1}{[(\tau _{t+1}-\tau _{t})-(\tau _{t}-\tau _{t-1})]^{2}}\right).\,}

## Slabosti Hodrick–Prescottovega filtra
Hodrick–Prescottov filter bo optimalen samo ko:
- podatki obstajajo v I(2) trendu.
  - če se zgodijo enkratni permanentni šoki ali ločitve stopenj rasti, bo vilter ustvaril premike v trendu ki v resnici ne obstajajo.
- šum v podatkih je približno normalno razporejen.
- analiza je čisto zgodovinska in statična (zaprta domena). Filter povzroča napačne napovedi, ko ga uporabljamo dinamično, saj spremembe algoritmov (med ponovitvijo za minimalizacijo) preteklo stanje (za razliko od gibajočega se povprečja) časovnih vrst za prilagoditev trenutnega stanja ne glede na velikost {\displaystyle \lambda } v uporabi.